# بلدة فرنشتاون تشارتر (ميشيغان)
فرنشتاون تشارتر (بالإنجليزية: Frenchtown Charter Township, Michigan)‏ هي بلدة تقع في مقاطعة مونرو (ميشيغان) بولاية ميشيغان في الولايات المتحدة. تأسست عام 1837، تبلغ مساحتها 112 (كم²)، وترتفع عن سطح البحر 181 م، بلغ عدد سكانها 20777 نسمة في عام تعداد الولايات المتحدة 2000 حسب إحصاء مكتب تعداد الولايات المتحدة وتصل الكثافة السكانية فيها 190.5 نسمة/كم2.

## وصلات خارجية
- Official website
- The US50 - Cities and Towns in Michigan State
- Michigan Cities and Towns, Facts, Map, Flag, Colleges, Government, and More